# Patrick Laude
Pour les articles homonymes, voir Laude.
Patrick Laude est un philosophe français né le 23 décembre 1958.
Ses œuvres traitent de la relation entre mystique, symbolisme et poésie, ainsi que des figures spirituelles contemporaines comme Louis Massignon ou Frithjof Schuon.

## Biographie
Né dans  la région des Pyrénées en 1958, il obtient une licence de philosophie à l'Université Paris IV Sorbonne tout en poursuivant ses études à l'École normale supérieure (promotion 1979). Il est arrivé aux États-Unis au début des années 80 et a obtenu son doctorat en 1985 de l'Université de l'Indiana. Il s'est joint à l'Université de Georgetown en 1991. Le travail de Laude se concentre principalement sur la mystique comparée, l'imagination symbolique dans la religion et la littérature, et les interprétations occidentales des traditions contemplatives orientales. Il est l'auteur de plusieurs ouvrages et de nombreux articles sur ces sujets,,,.

## Ouvrages
En français
- S'abandonner au Soi : le message de Ramana Maharshi pour le présent, Lagorce, Hozhoni, 2021, 382 p.  (ISBN 978-2-37241-081-6)
- Clefs métaphysiques de la Sophia perennis : comprendre le langage inter-religieux de Frithjof Schuon, Lagorce, Hozhoni, 2020, 598 p.  (ISBN 978-2-37241-075-5)
- Apocalypse des religions, Paris, L'Harmattan, 2016  (ISBN 9782343091297)
- Prier sans cesse : la voie spirituelle de l'invocation dans les religions, avec  Ghislain Chetan, Wattrelos, Tasnîm, 2012  (ISBN 9782953220087)[8]
- Massignon intérieur, Paris-Lausanne, L'Âge d'Homme, 2001  (ISBN 2-8251-1488-X)
- Dossier H : Frithjof Schuon, Paris-Lausanne, L'Âge d'Homme, 2001  (ISBN 2-8251-1458-8)
- L’Éden entredit : lecture de La Chanson d'Ève de Charles Van Lerberghe, New York, Peter Lang, 1994  (ISBN 9780820423746)
- Approches du quiétisme, Tübingen, Biblio 17, 1991[9]
- Rodenbach, les décors de silence : essai sur la poésie de Georges Rodenbach, Bruxelles, Labor, 1990  (ISBN 9782804005337)[10]

En anglais
- Keys to the Beyond: Frithjof Schuon's Cross-Traditional Language of Transcendence, SUNY Press, 2020  (ISBN 978-143847899-9)
- Shimmering Mirrors: Reality and Appearance in Contemplative Metaphysics East and West, SUNY Press, 2017  (ISBN 978-143846681-1)
- Louis Massignon: The Vow and the Oath, Matheson Trust, 2011  (ISBN 9781908092069)
- Pathways to an Inner Islam: Massignon, Corbin, Guénon and Schuon, SUNY Press, 2010  (ISBN 9781438429557)
- Pray Without Ceasing: The Way of the Invocation in World Religions, World Wisdom, 2006  (ISBN 9781933316147)
- Divine Play, Sacred Laughter, and Spiritual Understanding, Palgrave Macmillan, 2005  (ISBN 9781403970152)[11]
- Singing the Way: Insights into Poetry & Spiritual Transformation, World Wisdom, 2005  (ISBN 9780941532747)[12]
- Frithjof Schuon: Life and Teachings, SUNY Press, 2004  (ISBN 9780791462065),  (ISBN 0-7914-6205-6)[13]
- Music of the Sky: An Anthology of Spiritual Poetry, World Wisdom, 2004  (ISBN 9781282937062)[14]
- The Way of Poetry: Essays on Poetics and Contemplative Transformation, SUNY Press, 2002  (ISBN 978-158684177-5)[15]